# مريد حماد
مريد حماد هو مذيع أخبار أردني باللغتين الإنجليزية والعربية.
عمل محررا ومذيعا للأخبار في القناة الثانية في التلفزيون الأردني ومن ثم مديراً للأخبار.
كان من مؤسسي القناة الاقتصادية بتلفزيون دبي ورئيس التحرير ومقدم برنامج «هذا الصباح مع مريد حماد» 1998-2003.
عمل محررا أول ومحرر الاسواق في قناة سي إن بي سي عربية في دبي، ومقدم برنامج «البعد الآخر» 2003-2006.
عمل في مجال الاتصال المؤسسي بين عامي 2006 و 2011 في الأردن في عدد من المؤسسات مثل البنك العربي ومستشار إعلاميا في بنك الإسكان للتجارة والتمويل وهيئة تنشيط السياحة وهيئة الطاقة الذرية.
عاد إلى قناة سي إن بي سي عربية عام 2011 وتولى إدارة الأخبار فيها حتى عام 2012.
أعد وقدم خلال هذه الفترة عددا كبيرا من نشرات الأخبار والبرامج باللغتين العربية والإنجليزية والبرامج الوثائقية كما غطى العديد من الأحداث المحلية والإقليمية والعالمية خاصة عملية السلام منذ انطلاقها، وأجرى العديد من المقابلات مع رؤساء الدول وكبار المسؤولين العرب والأجانب، كما تولى إدارة العديد من المؤتمرات والندوات الإقليمية والعالمية.
من مواليد إربد – الأردن عام 1957
تخصص في علم الأنسجة والخلايا من بريطانيا عام 1980
عمل مذيعا ومحررا بالقسم الإنجليزي بإذاعة المملكة الأردنية الهاشمية 1981 – 1989
عمل مذيعا ومحررا بقسم الأخبار الإنجليزية بالتلفزيون الأردني 1982 – 1990
عمل رئيسا للتحرير ورئيسا للقسم الإنجليزي بالتلفزيون الأردني 1990 – 1995
عُين عام 1995 كرئيس التحرير المسؤول ثم مديراً للأخبار عام 1996